# 第40回有馬記念
第40回有馬記念（だい40かいありまきねん）は、1995年12月24日に中山競馬場で施行された競馬競走である。

## レース施行時の状況
1994年にクラシック三冠・有馬記念を制覇したナリタブライアンであったが、本年の阪神大賞典以降体調不安や調教不足故か勝利に遠のいていた。前年重賞レースにて6連勝を成し、有馬記念でナリタブライアンの2着となったヒシアマゾンは前走のジャパンCで2着と激走し、評価が相対的に高まっていた。
本年のクラシック世代ではダービー馬・タヤスツヨシの引退があり、皐月賞馬ジェニュインと菊花賞馬マヤノトップガンが参戦するも、不安定さを見られ、オッズはやや低かった。
その他にはナイスネイチャ・アイルトンシンボリ・ロイスアンドロイスら重賞の常連組が顔を連ねた。G1勝利馬としては天皇賞（秋）のサクラチトセオーがいた。

### 主な前走成績
・ジャパンカップ：ヒシアマゾン2着、タイキブリザード4着、ナリタブライアン6着、ロイスアンドロイス7着、ナイスネイチャ13着
・天皇賞（秋）：サクラチトセオー1着、ジェニュイン2着、アイルトンシンボリ3着
・その他…菊花賞：マヤノトップガン1着、アルゼンチン共和国杯：ゴーゴーゼット1着

## 出走馬と枠順
天候：晴れ、芝：良馬場
| 枠番 | 馬番 | 競走馬名           | 性齢 | 騎手     | オッズ       | 調教師     |
| ---- | ---- | ------------------ | ---- | -------- | ------------ | ---------- |
| 1    | 1    | サクラチトセオー   | 牡6  | 小島太   | 7.0（4人）   | 境勝太郎   |
| 2    | 2    | タイキブリザード   | 牡5  | 坂本勝美 | 10.4（5人）  | 藤沢和雄   |
| 3    | 3    | ゴーゴーゼット     | 牡5  | 村本善之 | 22.2（7人）  | 新井仁     |
| 4    | 4    | ロイスアンドロイス | 牡6  | 横山典弘 | 26.9（8人）  | 松山康久   |
| 5    | 5    | ナイスネイチャ     | 牡8  | 松永昌博 | 43.1（10人） | 松永善晴   |
| 5    | 6    | ジェニュイン       | 牡4  | 岡部幸雄 | 5.3（3人）   | 松山康久   |
| 6    | 7    | ヒシアマゾン       | 牝5  | 中舘英二 | 3.0（1人）   | 中野隆良   |
| 6    | 8    | ナリタブライアン   | 牡5  | 武豊     | 3.8（2人）   | 大久保正陽 |
| 7    | 9    | イブキタモンヤグラ | 牡4  | 河内洋   | 45.5（11人） | 長浜博之   |
| 7    | 10   | マヤノトップガン   | 牡4  | 田原成貴 | 13.0（6人）  | 坂口正大   |
| 8    | 11   | アイルトンシンボリ | 牡7  | 加藤和宏 | 34.9（9人)   | 畠山重則   |
| 8    | 12   | アイリッシュダンス | 牝6  | 柴田善臣 | 53.4（12人） | 栗田博憲   |

## レース展開
マヤノトップガンがスタート直後に先頭に立った。ヒシアマゾンは出遅れてのスタートであった。
レースは田原騎手がスローペースに落とし、その後をタイキブリザード・アイルトンシンボリが追い、1馬身離れてジェニュイン・イブキタモンヤグラが続き、アイリッシュダンス・ナリタブライアンが中団、ロイスアンドロイス・サクラチトセオー・ゴーゴーゼット・ヒシアマゾンが後方から伺い、離れてナイスネイチャと縦長のレース展開となった。
マヤノトップガンが持ったまま残り800mを加速した辺りで先頭のタイキブリザードと加速に適応したナリタブライアンが並ぶも、外からサクラチトセオーがナリタブライアンを差し切った。そしてマヤノトップガンがタイキブリザードに2馬身差つけて逃げ切り優勝となった。人気の3頭であるナリタブライアンは4着、ヒシアマゾンは5着、ジェニュインに関しては10着という結果であった。

## レース結果
| 着順 | 枠番 | 馬番 | 競走馬名           | タイム | 着差      |
| ---- | ---- | ---- | ------------------ | ------ | --------- |
| 1    | 7    | 10   | マヤノトップガン   | 2.33.6 |           |
| 2    | 2    | 2    | タイキブリザード   | 2.33.9 | 2馬身     |
| 3    | 1    | 1    | サクラチトセオー   | 2.34.0 | 1/2馬身   |
| 4    | 6    | 8    | ナリタブライアン   | 2.34.1 | 3/4馬身   |
| 5    | 6    | 7    | ヒシアマゾン       | 2.34.6 | 4馬身     |
| 6    | 7    | 12   | アイルトンシンボリ | 2.34.7 | 1/2馬身   |
| 7    | 8    | 14   | ロイスアンドロイス | 2.34.8 | 3/4馬身   |
| 8    | 8    | 13   | ゴーゴーゼット     | 2.35.4 | 3.1/2馬身 |
| 9    | 5    | 7    | ナイスネイチャ     | 2.35.4 | ハナ      |
| 10   | 2    | 2    | ジェニュイン       | 2.35.5 | 1/2馬身   |
| 11   | 3    | 4    | アイリッシュダンス | 2.35.7 | 3/4馬身   |
| 12   | 1    | 1    | イブキタモンヤグラ | 2.35.8 | 3/4馬身   |

### 払戻
| 単勝式 | 10   | 1,300円 |
| 複勝式 | 10   | 400円   |
| 複勝式 | 2    | 300円   |
| 複勝式 | 1    | 340円   |
| 枠連   | 2-7  | 3,740円 |
| 馬連   | 2-10 | 4,770円 |

## その他
- 控えめな性格で知られる中舘騎手は、レースが12月24日に開催されるということで「僕がサンタになる」とリップサービスを飛ばしていた[1]。

- 大久保調教師はナリタブライアンのレースぶりを「利口な馬だから一杯に走らないところがあったんじゃないかと思うんだ。加減して走っているというのかな。また傷めるんじゃないかと自分で考えて、これ以上の能力は出したくない、ってブレーキをかけているという感じだった」と述べている[2]。
- マヤノトップガンの田原騎手は菊花賞に続いて「十字を切って投げキッス」パフォーマンスを演じた。
- 1991年から5年連続で出走したナイスネイチャにとって最後の有馬記念である。

## 参考資料
- 『名馬列伝 ヒシアマゾン』光栄出版部 1997年
- 『ナリタブライアンを忘れないー私が見つめた最強三冠馬の軌跡』橋本全弘、ベストセラーズ、1997年。
- 「名馬物語38 ナリタブライアン」『サラブレ』黒須田守、2000年
- 1995年 有馬記念（GI） | マヤノトップガン | JRA公式 - YouTube